# 스파이스제트
스파이스제트(영어: SpiceJet)는 인도의 저비용 항공사로 총 34개 노선을 취항하고 있다. 본사는 인도 첸나이에 위치해 있으며 2004년에 설립했다. 또한 사용하고 있는 허브 공항으로 첸나이 국제공항, 인디라 간디 국제공항, 라지브 간디 국제공항이 있다.

## 역사
- 2004년 : 회사 설립
- 2005년 5월 : 인도 국내선을 중심으로 취항
- 2010년 10월 : 카트만두 및 콜롬보 국제선 노선 취항

## 보유 기종
- 2020년 3월 기준으로 다음과 같은 기종을 보유하고 있다.

## 사진

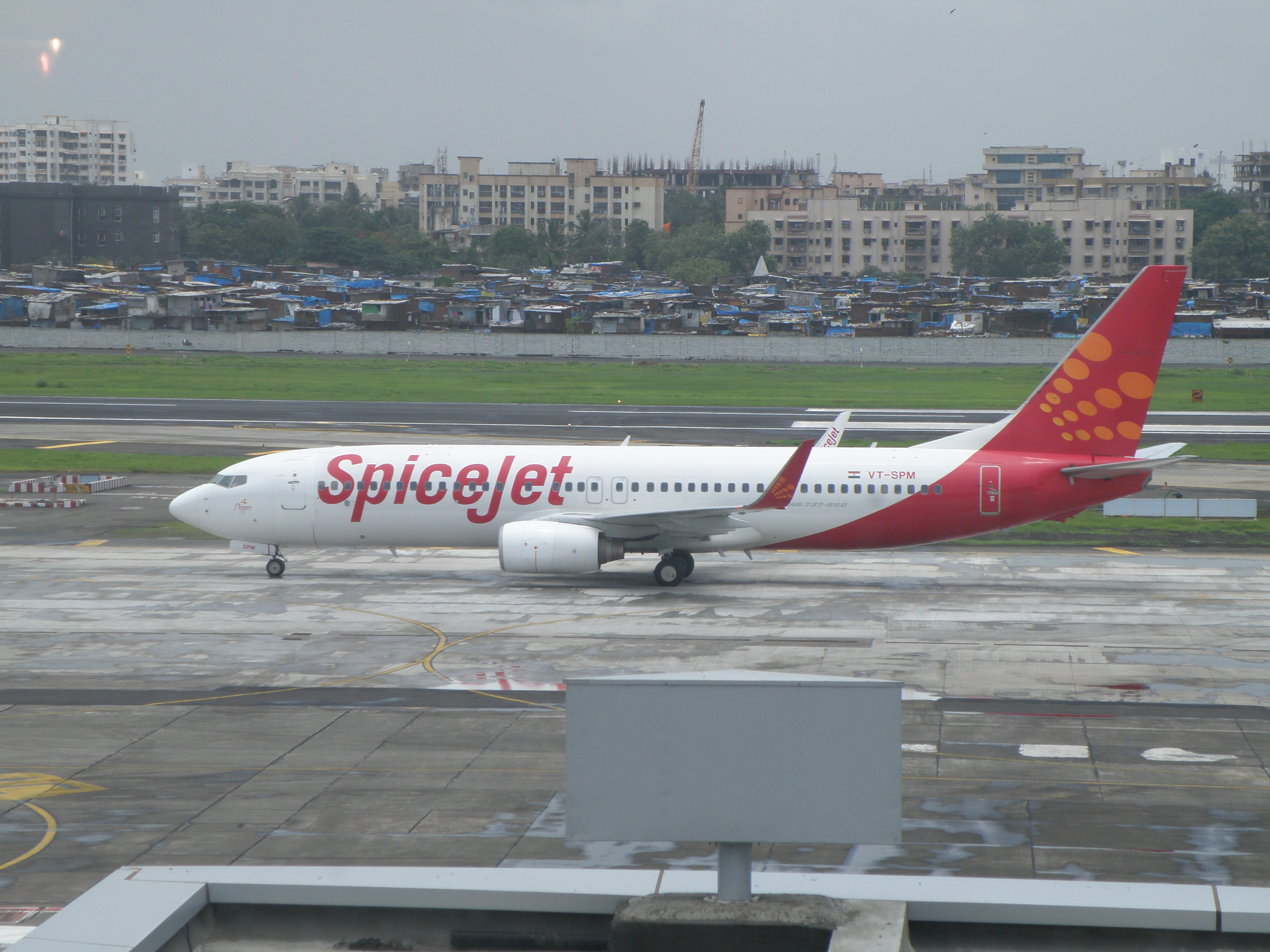
스파이스제트의 보잉 737-800
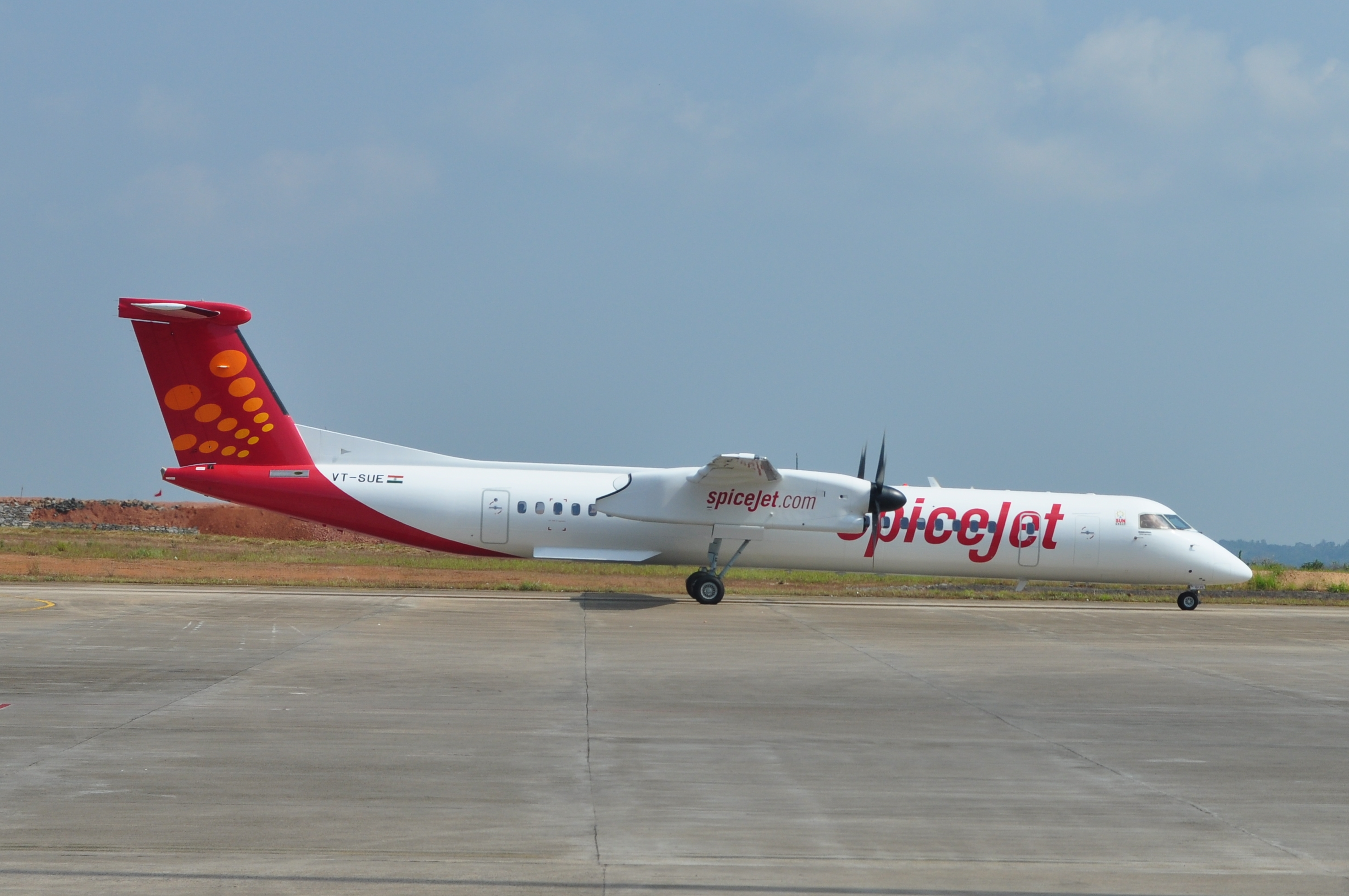
스파이스제트의 봄바디어 대쉬 8 Q400